# Родель
Роде́ль (фр. Rodelle, окс. Rodesla) — коммуна во Франции, находится в регионе Окситания. Департамент — Аверон. Входит в состав кантона Бозуль. Округ коммуны — Родез.
Код INSEE коммуны — 12201.
Коммуна расположена приблизительно в 490 км к югу от Парижа, в 140 км северо-восточнее Тулузы, в 17 км к северу от Родеза.

## Население
| Год  | Численность | Численность |
| ---- | ----------- | ----------- |
| 1968 | 884         | [ 7 ]       |
| 1975 | 759         | [ 7 ]       |
| 1982 | 743         | [ 7 ]       |
| 1990 | 845         | [ 7 ]       |
| 1999 | 889         | [ 7 ]       |
| 2006 | 943         | [ 7 ]       |
| 2011 | 1001        | [ 7 ]       |
| 2013 | 1052        |             |
| 2015 | 1085        | [ 8 ]       |
| 2016 | 1116        | [ 9 ]       |
| 2017 | 1066        | [ 10 ]      |
| 2018 | 1056        | [ 11 ]      |
| 2019 | 1067        | [ 12 ]      |
| 2020 | 1071        | [ 13 ]      |
| 2021 | 1072        | [ 14 ]      |
| 2022 | 1097        | [ 4 ]       |

## Экономика
В 2007 году среди 588 человек в трудоспособном возрасте (15—64 лет) 465 были экономически активными, 123 — неактивными (показатель активности — 79,1 %, в 1999 году было 76,1 %). Из 465 активных работали 448 человек (243 мужчины и 205 женщин), безработных было 17 (7 мужчин и 10 женщин). Среди 123 неактивных 46 человек были учениками или студентами, 48 — пенсионерами, 29 были неактивными по другим причинам.

## Достопримечательности
- Церковь Сен-Мишель (XII век). Памятник истории с 1991 года[16]
- Церковь Ланьяк (XV век). Памятник истории с 1983 года[17]
- Замок Дальмейрак (XVI век). Памятник истории с 1993 года[18]
- Пещера Сент-Тарсиз
- Дольмен. Памятник истории с 1994 года[19]

## Фотогалерея
- Родель
- Родель
- Карта коммуны